# George Astalos
George Astalos, né le 4 octobre 1933 à Bucarest et mort le 27 avril 2014 dans la même ville, est un écrivain, poète et auteur dramatique français d'origine roumaine.

## Carrière
Astalos fait ses études au collège jésuite de Bucarest. Titulaire d'une bourse de l'Académie française, Astalos se rend à Paris, en 1971, après avoir reçu dans son pays le prix de l'Union des écrivains de Roumanie pour ses pièces, Vin soldații [Les Soldats arrivent] en 1968 et Șotron ou Marelle, 1970.
En 1972, on assiste à Paris à la première représentation de sa pièce La Pomme. Puis paraît son recueil de poèmes Bordel à merde en 1975 et ses essais Théâtre, art référentiel (1976), Symétries (1986), Rhétoriques (1991).

## Œuvres choisies
- Exil,  Bucarest, Casa Radio, 2003. (OCLC 54821625)
- Héritage lyrique : sélection anthologique de la poésie israélienne d'expression roumaine, Bucarest, Société Roumaine de Radiodiffusion, Éditions "Casa Radio", 2002. (OCLC 56762254)
- Voix de Roumanie ; George Astaloș;  Jean Poncet; Marseille : Sud, 1997. (OCLC 37335149)
- Magma, Lecce : Erreci, 1992. (OCLC 53865694)
- Qu'allons-nous faire sans Willi : pièce close en quatre tableaux, 1980 (OCLC 70487975)
- Bordel à merde : poésie, Paris, J. Grassin, 1975. (OCLC 70481887)

## Lire également
- Essais sur la poésie et le théâtre de Georges Astalos, Alain Vuillemin, éditions Rafael de Surtis, Limes, 2007.

## Sources
- Mariana Perisanu, « Ecrivain français d'origine roumaine et leur rapport à la langue », Biennale de la langue française (consulté le 2 juin 2007)

1. ↑  « uniuneascriitorilor.ro/28-04-2… »(Archive.org • Wikiwix • Archive.is • Google • Que faire ?).

- Biobibliographie, dans Addenda à George Astalos, Héritage lyrique : sélection anthologique de la poésie israélienne d'expression roumaine, Bucarest, Société Roumaine de Radiodiffusion, Éditions "Casa Radio", 2002, p. 223-234
- Notices d'autorité :   - VIAF
  - ISNI
  - BnF (données)
  - IdRef
  - LCCN
  - GND
  - Pays-Bas
  - Pologne
  - Israël
  - NUKAT
  - Norvège
  - Tchéquie
  - WorldCat